# Майерс, Кендалл
Уолтер Кендалл Майерс (англ. Walter Kendall Myers; р. 15 апреля 1937 года) — американский аналитик и исследователь. Сотрудник Госдепартамента США в 1977—2007 годах, разоблачённый в 2009 году как разведчик Кубы.
Правнук изобретателя Александра Грэма Белла.

## Биография
Окончил Брауновский университет.
Степень PhD получил в Университете Джонса Хопкинса.
С 1977 года работал в Институте зарубежной службы Госдепартамента США. В 1985 году он получил допуск к секретной информации, а в 1999 году — к особо секретным документам (документам высшей секретности).
Он также занимался научно-преподавательской деятельностью, состоял адъюнкт-профессором Школы перспективных международных исследований Университета Джонса Хопкинса.
C 2000 года до своей отставки в октябре 2007 года работал аналитиком, с 2006 года главным аналитиком Разведывательно-исследовательского бюро Госдепартамента США, являлся специалистом по британской и европейской политике.
В ноябре 2006 года он оказался в центре внимания СМИ в связи со своим докладом об англо-американских отношениях на академической конференции в Институте международных исследований в Вашингтоне.
Известно, что в апреле 2009 года с Майерсами связался агент ФБР, выдававший себя за представителя Кубы — они поверили ему и согласились на несколько встреч.
4 июня 2009 года в ходе спецоперации ФБР Кендалл Майерс был арестован вместе со своей женой Гвендолин по обвинению в шпионаже в пользу Кубы, им инкриминировали незаконное сотрудничество с кубинским правительством в качестве агентов и передачу на протяжении почти 30 лет секретной информации. Признал себя виновным 20 ноября 2009 года. Первоначально супруги отказались признать себя виновными по предъявленным им обвинениям в заговоре, мошенничестве и работе на иностранное правительство, однако спустя несколько месяцев пошли на сделку — Кендалл Майерс дал показания и согласился на пожизненный приговор в обмен на обещание смягчить наказание своей 71-летней супруге; по словам Майерсов, они действовали не из корыстных побуждений, а по личным убеждениям и велению совести.

Те, кто так или иначе способствовал защите жизни кубинских граждан перед лицом террористических планов и замыслов убийства руководителей Кубы из числа многих, задуманных рядом администраций Соединенных Штатов, делали это по велению собственной совести и заслуживают, по моему мнению, всех почестей мира. <…> АНСА уже известило, что Уолтер Кендалл Майерс заявил, что он старался быть «очень осторожным», собирая и передавая секреты для Кубы. В других сообщениях говорится о дневнике, изъятом у Гвендолин. Если бы все это было правдой, я не перестану восхищаться их бескорыстным и отважным поведением по отношению к Кубе.— Из сообщения Фиделя Кастро спустя два дня после ареста супругов
16 июля 2010 года за предательство США и шпионаж в пользу Кубы Кендалл Майерс был приговорен к пожизненному лишению свободы без права досрочного освобождения. Его супруга Гвендолин была осуждена на 81 месяц лишения свободы за её помощь мужу. У супругов конфисковали имущество в 1,7 миллиона долларов, включая квартиру в Вашингтоне и 12-метровую яхту.
«В заключительном слове Майерс заявил, что „кубинский народ чувствует угрозу“ и у кубинцев „есть веские основания чувствовать угрозу“ со стороны США. На суде обвинитель заявил, что чета Майерсов разделяли идеалы кубинской коммунистической революции и были её горячими сторонниками». Майерс впервые посетил Кубу в декабре 1978 года: «За последние месяцы я сильно ожесточился. Просмотр вечерних новостей по телевизору делает из меня радикала, — написал он о поездке в своем дневнике, который суд приобщил к делу. По контрасту Куба Кастро, писал он, 'производила захватывающее впечатление', революция 'высвободила огромный потенциал кубинцев и освободила их дух». Отдельно он отмечал разительный контраст между доступностью здравоохранения на Кубе и в США. Указывают, что в 1995 году пара посещала Кубу и имела ужин с Фиделем Кастро.
Интересно, что обмен сообщениями Майерсов с Гаваной шёл через коротковолновый радиопередатчик с использованием азбуки Морзе (устройство связи они держали на своей яхте). Помимо этого супруги встречались с кубинскими агентами в Мексике, где передавали информацию в магазинах, обмениваясь тележками с нужными людьми.
Супруга — Гвендолин Стейнграббер (Штейнграбер) Майерс, работала аналитиком в банке.